# Лучшие бомбардиры чемпионата Австрии по футболу
Лучшие бомбардиры чемпионата Австрии по футболу — указанные в статье статистические данные включают только футболистов, выступавших с сезона 1920/21 и по настоящее время.